# Luminar Technologies
Luminar Technologies Inc. är ett amerikanskt IT-företag, som grundades 2012 av tidigare Stanford University-eleven Austin Russell. Denne hade vid 17 års ålder utvecklat idéer om lidarsensorer.  Han fick 2012 ett tvåårsstipendium på 100.000 US dollar från Peter Thiels stiftelse Thiel Foundation för att utveckla en tillverkning av lidarsensorer, varefter han grundade Luminar Technologies och slutade vid universitetet före examen.
Luminar Technologies tillverkar en lidarsensor för självkörande bilar, som ger bilen en tredimensionell bild av vägen. Luminars sensor använder sig av en längre våglängd än andra sensorer (i marknaden 2020), vilket ger möjlighet att upptäcka mörka objekt på dubbla avståndet.
Företaget, med Austin Russell som chef, börsnoterades på Nasdaq i december 2020.